# Nowyj Kalyniw
Nowyj Kalyniw (ukrainisch Новий Калинів; russisch Новый Калинов Nowy Kalinow) ist eine kleine ukrainische Stadt mit etwa 4200 Einwohnern. Sie liegt in der Oblast Lwiw im Rajon Sambir und befindet sich 58 Kilometer südwestlich der Bezirkshauptstadt Lwiw.
Der Ort wurde 1951 als Wohnstadt für das Personal der Luftbasis gegründet. Seit dem 15. Juni 2005 hat Nowyj Kalyniw den Status einer Stadt unter Rajonsverwaltung innerhalb des Rajons Sambir, bereits vorher hatte der Ort den Status einer Siedlung städtischen Typs.
Der Name der Stadt leitet sich von dem südlich gelegenen Dorf Kalyniw ab.
Am 11. August 2015 wurde die Stadt zum Zentrum der neu gegründeten Stadtgemeinde Nowyj Kalyniw (Новокалинівська міська громада/Nowokalyniwska miska hromada), zu dieser zählen auch noch die 7 Dörfer Hordynja, Kalyniw, Kornalowytschi, Kruschyky, Mala Bilyna, Welyka Bilyna und Welyka Chworoschtscha, bis dahin bildete es die Stadtratsgemeinde Nowyj Kalyniw.
Am 12. Juni 2020 kamen noch die Siedlung städtischen Typs Dubljany sowie 16 weitere Dörfer zur Stadtgemeinde hinzu: Babyna, Berehy, Birtschyzi, Klymiwschtschyna, Kornytschi, Kowynytschi, Luka, Majnytsch, Mala Chworoschtscha, Mala Osymyna, Mistkowytschi, Nowi Birtschyzi, Pynjany, Saluschany, Sarajske und Welyka Osymyna.
Folgende Orte sind neben dem Hauptort Nowyj Kalyniw Teil der Gemeinde:
| Name                     | Name           | Name                                      | Name           |
| ukrainisch transkribiert | ukrainisch     | russisch                                  | polnisch       |
| ------------------------ | -------------- | ----------------------------------------- | -------------- |
| Babyna                   | Бабина         | Бабина (Babina)                           | Babina         |
| Berehy                   | Береги         | Береги (Beregi)                           | Brzegi         |
| Birtschyzi               | Бірчиці        | Бирчицы (Birtschizy)                      | Burczyce       |
| Dubljany                 | Дубляни        | Дубляны                                   | Dublany        |
| Hordynja                 | Гординя        | Гордыня (Gordynja)                        | Hordynia       |
| Kalyniw                  | Калинів        | Калинов (Kalinow)                         | Kalinów        |
| Klymiwschtschyna         | Климівщина     | Климовщина (Klimowschtschina)             | Klimaszczyzna  |
| Kornalowytschi           | Корналовичі    | Корналовичи (Kornalowitschi)              | Kornalowice    |
| Kornytschi               | Корничі        | Корничи (Kornitschi)                      | Kornice        |
| Kowynytschi              | Ковиничі       | Ковиничи (Kowinitschi)                    | Kowenice       |
| Kruschyky                | Кружики        | Кружики (Kruschiki)                       | Krużyki        |
| Luka                     | Лука           | Лука                                      | Łąka           |
| Majnytsch                | Майнич         | Майнич (Mainitsch)                        | Majnicz        |
| Mala Bilyna              | Мала Білина    | Малая Белина (Malaja Belina)              | Bilinka (Mała) |
| Mala Chworoschtscha      | Мала Хвороща   | Малая Хвороща (Malaja Chworoschtscha)     | Foroszcza Mała |
| Mala Osymyna             | Мала Озимина   | Малая Озимина (Malaja Osimina)            | Ozimina Mała   |
| Mistkowytschi            | Містковичі     | Местковичи (Mestkowitschi)                | Mistkowice     |
| Nowi Birtschyzi          | Нові Бірчиці   | Новые Бирчицы (Nowje Birtschizy)          | Burczyce Nowe  |
| Pynjany                  | Пиняни         | Пыняны                                    | Piniany        |
| Saluschany               | Залужани       | Залужаны                                  | Tatary         |
| Sarajske                 | Зарайське      | Зарайское (Saraiskoje)                    | Zarajsko       |
| Welyka Bilyna            | Велика Білина  | Великая Белина (Welikaja Belina)          | Bilina Wielka  |
| Welyka Chworoschtscha    | Велика Хвороща | Великая Хвороща (Welikaja Chworoschtscha) | Foroszcza      |
| Welyka Osymyna           | Велика Озимина | Великая Озимина (Welikaja Osimina)        | Ozimina Wielka |